# Лялевич Сергій Францович
Сергі́й Фра́нцович Ляле́вич (1981-2015) — сержант Збройних сил України, учасник російсько-української війни.

## Короткий життєпис
Мобілізований до ЗСУ 2014 року, після військової підготовки воював у складі 30-ї окремої механізованої бригади.
Пропав безвісти 9 лютого 2015-го у часі боїв за Дебальцеве. Про його загибель стало відомо 27 лютого. Похований 1 березня 2015-го в Романові.
Без Сергія лишилися батьки, дружина, син-першокласник.

## Нагороди
За особисту мужність і героїзм, виявлені у захисті державного суверенітету та територіальної цілісності України, вірність військовій присязі під час російсько-української війни, відзначений — нагороджений
- 4 червня 2015 року — орденом «За мужність» III ступеня (посмертно).